# Gerhard Zschieschang
Gerhard Zschieschang (* 4. März 1931 in Bernsdorf; † 7. November 2012 in Herrnhut) war ein deutscher Mykologe. Sein botanisch-mykologisches Autorenkürzel lautet Zschiesch.

## Leben
Gerhard Zschieschang besuchte ab 1937 die Grundschule in Bernsdorf. Anschließend zog die Familie nach Gera. Dort absolvierte er im Jahr 1949 das Gymnasium. Anschließend studierte er Musik in Weimar, nun in der DDR. Ab 1954 arbeitete er als Violinlehrer. Ab 1960 übte er diese Tätigkeit an den Musikschulen in Görlitz und Zittau aus. Seitdem lebte er in Herrnhut.
Zschieschang war verheiratet und hatte drei Brüder und zwei Schwestern.

## Schaffen
Zschieschang wurde durch den Gymnasiallehrer und Pilzberater Johannes Kerstan aus Löbau in die Mykologie eingeführt. Vertieft wurden seine Kenntnisse durch die Zusammenarbeit mit dem Naturkundemuseum Görlitz und den dortigen Kontakt mit Ingrid Dunger. Daraus ging die Gründung eines Pilzherbariums hervor, zu dem Zschieschang in den folgenden Jahren rund 6600 Belege von über 1350 Arten beisteuerte.
Mehrere Publikationen erfolgten ab 1969 vor allem zur Pilzflora der Oberlausitz. Von besonderer Bedeutung war seine Mitarbeit an der Pilzflora der DDR, wobei er sich intensiv mit den Gattungen der Dachpilze (Pluteus), Faserlinge (Psathyrella) und Samthäubchen (Conocybe) sowie mit den Gallertpilzen (Tremellomycetes) auseinandersetzte. Somit entstanden zahlreiche Veröffentlichungen zu diesen Gruppen, wobei auch verschiedene Bestimmungsschlüssel entwickelt wurden.
Eine weitere Zusammenarbeit erfolgte mit Frieder Gröger. Dabei wurde die Gattung der Fälblinge (Hebeloma) besonders intensiv bearbeitet. Eine bedeutende Veröffentlichung entstand zu der Artengruppe um den Süßriechenden Fälbling (Hebeloma sacchariolens s. l.; Titel: Hebeloma-Arten mit sacchariolens-Geruch.).
Gerhard Zschieschang war Mitglied der Deutschen Gesellschaft für Mykologie (DGfM) und Gründungsmitglied der Arbeitsgemeinschaft sächsischer Mykologen (AGsM). Er arbeitete an der Roten Liste und Artenliste Sachsens – Pilze und an der Checkliste der Pilze Sachsens mit.